# Mogölen (Korsberga socken, Småland)
Mogölen är en sjö i Vetlanda kommun i Småland och ingår i Emåns huvudavrinningsområde. Sjön är 8,3 meter djup, har en yta på 0,034 kvadratkilometer och befinner sig 214,9 meter över havet.